# Казахстанско-марокканские отношения
Казахстанско-марокканские отношения — двусторонние дипломатические отношения между Казахстаном и Марокко, установленные 28 мая 1992 года. В 2011 году двусторонний товарооборот между Казахстаном и Марокко составил 95,5 млн долларов.

## История
В советский период отношения между Казахстаном и Марокко развивались в рамках марокканско-советских отношений. В 1983—1990 годах послом СССР в Марокко был М. С. Фазылов. До 1994 года Алма-Ата и Мекнес были городами-побратимами. 28 мая 1992 года между Казахстаном и Марокко были установлены дипломатические отношения. В 2016 году было открыто почётное консульство Казахстана в Касабланке. В 2016 году первым послом Марокко в Казахстане стал Абдульжалиль Собри. 3 марта 2021 года первым послом Казахстана в Марокко была назначена Саулекуль Сайлаукызы.

## Экономические отношения
В 1996 году двусторонний товарооборот между Казахстаном и Марокко составил 0,2 млн долларов. В 2011 году двусторонний товарооборот между Казахстаном и Марокко составил 95,5 млн долларов.